# Oxypoda grandipennis
Oxypoda grandipennis är en skalbaggsart som först beskrevs av Thomas Casey 1911.  Oxypoda grandipennis ingår i släktet Oxypoda och familjen kortvingar. Inga underarter finns listade i Catalogue of Life.